# Waffengebrauch der Polizei in Deutschland

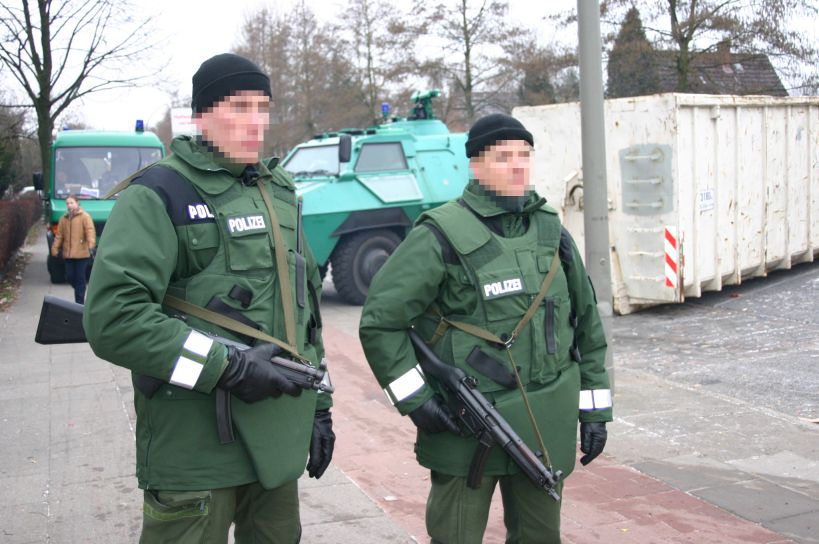
Objektschutz durch deutsche Polizisten in Hamburg. Da auch Terroranschläge befürchtet werden, können die Beamten mit Maschinenpistolen ausgerüstet sein.

Als Waffengebrauch versteht man in der Polizei die Anwendung unmittelbaren Zwangs mittels Waffen, womit zumeist der Schusswaffengebrauch und der Einsatz von Schlagstock und Reizgas gemeint ist. Abzugrenzen sind Hilfsmittel der körperlichen Gewalt, beschrieben unter Unmittelbarer Zwang. Neben dem unmittelbaren Zwang gibt es die Notwehr (wozu im Speziellen auch der finale Rettungsschuss als Form der Nothilfe zählt) und den Warnschuss als rechtlich geregelte Formen des Schusswaffengebrauchs.

## Schusswaffengebrauch
Der polizeiliche Schusswaffengebrauch wird von den Polizeivollzugsbeamten regelmäßig situativ geübt. Dies geschieht anhand von Videos oder Dia-Projektionen in der Waffen- und Schießausbildung bereits im Rahmen der Polizeiausbildung. Damit wird vor allem die Entscheidungsfindung und der Ablauf des Schießens („Waffenhandling“) automatisiert. Der Finale Rettungsschuss ist als „Ein Schuss, der mit an Sicherheit grenzender Wahrscheinlichkeit tödlich wirken wird“, um eine Lebensgefahr oder schwerwiegende Verletzung der körperlichen Unversehrtheit zu verhindern, definiert (§ 68 (2) PolG BW). Dies impliziert für den Beamten neben den rechtlichen Vorgaben (Abwägung, Anordnungsbefugnis) auch ein erhebliches ethisches Problem.
Mit der Androhung soll dem Betroffenen bewusst gemacht werden, welches Risiko er eingeht, wenn er sein Verhalten nicht ändert. Ziel der Androhung des „unmittelbaren Zwangs“ ist damit die Zwangsvermeidung. Jede Androhung bedarf rechtlich auch der Voraussetzungen für den (gezielten) Schusswaffengebrauch als solchen. Dazu zählt die Eignung, die Erforderlichkeit und die Verhältnismäßigkeit dieser Wahl des unmittelbaren Zwangs. In juristischen Bewertungen wird außerdem in Einzelfällen die Wahl von polizeiuntypischen Mitteln als geboten betrachtet, um auf den Schusswaffengebrauch zu verzichten.

„Die Schusswaffe darf also überhaupt nur eingesetzt werden, wenn andere weniger einschneidende Maßnahmen erfolglos angewandt wurden oder keinen Erfolg versprechen; sie soll stets das letzte Mittel sein.“

Ziel eines Schusswaffengebrauchs ist u. a. die Verhinderung der Flucht von Verdächtigen oder Gefangenen und die Abwehr gegenwärtiger konkreter Gefahren für eine erhebliche Gefahr für Leib oder Leben (z. B. Amoklagen). Hierbei kann der Adressat der Maßnahme physisch geschädigt werden, z. B. durch einen Beinschuss. Dies muss jedoch nicht stets der Fall sein – die Schusswaffe kann auch gegen Sachen (Schuss in die Reifen eines flüchtenden Fahrzeuges) oder als Drohmittel (Warnschuss) gebraucht werden.
Während für die Abgabe von Warnschüssen bereits die Voraussetzungen für einen anschließenden Schusswaffengebrauch für die Person vorliegen müssen, dienen Signal- oder Alarmschüsse hingegen der Alarmierung weiterer Kräfte bzw. dem Signalisieren der eigenen Position.
Der Schusswaffengebrauch der Polizei ist meist gesetzlich normiert (in vielen Bundesländern durch Polizeirecht der Länder). Für die Bundespolizei und Zoll geht der Schusswaffengebrauch aus §§ 10 ff. UZwG hervor.
In den Bundesländern, in denen der Schusswaffengebrauch nicht gesetzlich fixiert ist, gilt z. B. das Recht der Notwehr, der Nothilfe oder die polizeirechtliche Generalklausel. In aller Regel rückt die Kriminalpolizei zum Ereignisort aus, wenn ein Amtsträger eine Schusswaffe im Dienst gebraucht hat.

### Statistiken
Die Zahl der von der Polizei durch Waffengewalt Getöteten wird amtlich vom Bundesministerium des Innern veröffentlicht. Die Zahl der tatsächlich durch Waffengebrauch Getöteten übersteigt mitunter die hier genannten Zahlen, da nicht alle Todesschüsse in der Presse und in der Polizeistatistik auftauchten. So sind seit 1983 von Polizeibehörden als „versehentliche Tötung“ angegebene Fälle nicht mehr in der offiziellen Statistik enthalten. Die amtlichen Statistiken beziehen sich nur auf Tötungen mittels Schusswaffengebrauchs. Andere Todesfälle im Zusammenhang mit polizeilicher Tätigkeit bleiben unberücksichtigt. Diese sind in Deutschland nur unzureichend erfasst.
Die linksliberale nichtstaatliche Organisation Bürgerrechte & Polizei/CILIP veröffentlicht aufgrund eigener Recherchen jährlich die Zahl der Todesopfer und der abgegebenen Schussabgaben. Sie verwendet dazu die offizielle Statistik, Pressemeldungen und die Antworten auf parlamentarische Anfragen.
Insgesamt wurden seit 1952 mindestens 530 Menschen von der bundesdeutschen Polizei erschossen.
Nicht in der Statistik enthalten sind Suizide oder von der Bundespolizei Erschossene. Die durch andere Arten von polizeilichen Methoden Getöteten sind ebenfalls nicht in diesen Listen enthalten, beispielsweise durch Ersticken im Würgegriff oder Auto-Verfolgungsfahrten, wodurch allein von 1971 bis 1980 mehr als 200 Menschen umgekommen sind, während im selben Zeitraum 153 Menschen durch Schusswaffen von der Polizei getötet wurden.

### Rechtliche Rahmenbedingungen
Die Waffen der deutschen Polizeien dienen vor allem dem unmittelbaren Zwang. Dieser Rechtsbegriff umfasst unter anderem die hoheitliche Einwirkung auf Personen oder Sachen.
Die Befugnis für den unmittelbaren Zwang ist in Deutschland nur im Polizeirecht des Bundes (für Bundesbehörden) bzw. den 16 Polizeigesetzen der Bundesländer (für Länderpolizeien) geregelt. Die Befugnisse und rechtlichen Rahmenbedingungen in den Anwendungsbereichen sind fast alle unterschiedlich. Es kommt außerdem darauf an, was der Schwerpunkt der Maßnahme ist (Gefahrenabwehr oder Strafverfolgung oder Strafvollstreckung). Je nach Zweck und Bedrohungssituation (z. B. Notwehr) gelten unter Umständen andere Befugnisse. Für eine Verwendung zum Zweck der Notwehr gelten dabei nach gängigem Rechtsverständnis strengere Schranken für Polizeibeamte durch die andere Einschätzung der Notwehrlage.
Der Waffengebrauch der Polizei in Deutschland erfolgt nach dem Grundsatz des pflichtgemäßen Ermessens oder nach Weisung. Die rechtlichen Vorgaben sind meist komplex und müssen im Ernstfall in Sekundenbruchteilen abgeprüft werden.
siehe auch: Schusswaffengebrauchskommission

### Zulässige Waffen
Es dürfen nur die vom Dienstherrn zugelassenen Waffen verwendet werden. Die zulässigen Waffen sind in einen Gesetz oder in einer Dienstvorschrift niedergelegt. Für die Polizei Bayern gilt nach Art. 78 Abs. 4 Satz 1 des Polizeiaufgabengesetzes: „Als Waffen sind Schlagstock, Elektroimpulsgerät und vergleichbare Waffen, Pistole, Revolver, Gewehr, Maschinenpistole, Maschinengewehr und Handgranate zugelassen. Waffen können auf Anordnung des Staatsministeriums des Innern zeitlich befristet als Einsatzmittel erprobt werden.“

„Ein besonderes Problem stellen die »besonderen Waffen« dar, insbesondere MG [Maschinengewehr] und Handgranate. Sie dürfen in den meisten Bundesländern zwar nicht von der Landespolizei eingesetzt werden, wohl aber vom BGS. Die Benutzung solcher Waffen […] ist stark umstritten [da] eine Ausbildung daran der Polizei militärische Ausrichtung gibt und [da] diese Waffen einen gezielten Einsatz aufgrund ihrer Streuwirkung überhaupt nicht zulassen.“

### Zahlen
| Jahr  | Anzahl der Todesschüsse                                                    | Anzahl der insgesamt auf Personen abgegebenen Schüsse |
| ----- | -------------------------------------------------------------------------- | ----------------------------------------------------- |
| 1952  | 31 mindestens (u. a. Philipp Müller)                                       |                                                       |
| 1963  | 4 mindestens (nur NRW und Hessen)                                          |                                                       |
| 1964  | 2 mindestens (nur NRW und Hessen)                                          |                                                       |
| 1965  | 6 mindestens (nur NRW und Hessen)                                          |                                                       |
| 1966  | 4 mindestens (nur NRW und Hessen)                                          |                                                       |
| 1967  | 2 mindestens (Benno Ohnesorg, sonst nur NRW und Hessen)                    |                                                       |
| 1968  | 5 mindestens (nur NRW und Hessen)                                          |                                                       |
| 1969  | 2 mindestens (nur NRW und Hessen)                                          |                                                       |
| 1970  | 7 mindestens (nur NRW und Hessen)                                          |                                                       |
| 1971  | 4 mindestens (u. a. Petra Schelm, Georg von Rauch)                         |                                                       |
| 1972  | 4 mindestens (u. a. Thomas Weisbecker, Ian McLeod, Richard Epple, Duifhus) |                                                       |
| 1973  | 5 mindestens (Erich Dobhardt)                                              |                                                       |
| 1974  | 10 (u. a. Günter Jendrian)                                                 |                                                       |
| 1975  | 13 (u. a. Werner Sauber)                                                   |                                                       |
| 1976  | 8                                                                          | 141                                                   |
| 1977  | 17 (u. a. Helmut Schlaudraff)                                              | 160                                                   |
| 1978  | 8 (u. a. Willy Peter Stoll, Michael Knoll)                                 | 111                                                   |
| 1979  | 11                                                                         | 104                                                   |
| 1980  | 16 (u. a. Manfred Perder)                                                  | 111                                                   |
| 1981  | 17                                                                         | 93                                                    |
| 1982  | 11 (u. a. Jürgen Bergbauer)                                                | 125                                                   |
| 1983  | 24                                                                         | 53                                                    |
| 1984  | 6                                                                          |                                                       |
| 1985  | 10                                                                         |                                                       |
| 1986  | 12                                                                         |                                                       |
| 1987  | 7                                                                          | 92                                                    |
| 1988  | 8                                                                          | 114                                                   |
| 1989  | 10                                                                         | 102                                                   |
| 1990  | 10 (u. a. Mike Polley)                                                     | 162                                                   |
| 1991  | 9                                                                          | 271                                                   |
| 1992  | 12                                                                         | 315                                                   |
| 1993  | 16                                                                         | 307                                                   |
| 1994  | 10                                                                         | 268                                                   |
| 1995  | 21                                                                         | 221                                                   |
| 1996  | 9                                                                          | 163                                                   |
| 1997  | 10                                                                         | 172                                                   |
| 1998  | 8                                                                          |                                                       |
| 1999  | 15 (u. a. Friedhelm Beate)                                                 |                                                       |
| 2000  | 6                                                                          |                                                       |
| 2001  | 6                                                                          |                                                       |
| 2002  | 6                                                                          |                                                       |
| 2003  | 3                                                                          |                                                       |
| 2004  | 9                                                                          |                                                       |
| 2005  | 4                                                                          |                                                       |
| 2006  | 6                                                                          |                                                       |
| 2007  | 12                                                                         | 46                                                    |
| 2008  | 10                                                                         | 37                                                    |
| 2009  | 6 (u. a. Tennessee Eisenberg)                                              | 57                                                    |
| 2010  | 8                                                                          | 47                                                    |
| 2011  | 6                                                                          | 36 + 109                                              |
| 2012  | 8                                                                          | 36                                                    |
| 2013  | 8                                                                          | 42 (38)                                               |
| 2014  | 7                                                                          | 46 (51)                                               |
| 2015  | 10                                                                         | 40 (41)                                               |
| 2016  | 11 (13)                                                                    | 52                                                    |
| 2017  | 14 (16)                                                                    | 75                                                    |
| 2018  | 11                                                                         | 54                                                    |
| 2019  | 15                                                                         | 62                                                    |
| 2020  | 15                                                                         | 75                                                    |
| 2021  | 8                                                                          | 51                                                    |
| 2022  | 11                                                                         | 60                                                    |
| 2023  | 10                                                                         | 65                                                    |
| Summe | 573 mindestens                                                             | 2880                                                  |

Im August 2022 erschossen Polizisten drei Menschen.
Zahlen vor 1978 sind nicht unbedingt mit späteren Zahlen vergleichbar, weil bei Erstellung dieser Statistik 1997 bereits die Akten aus der Zeit bis 1977 nach Ablauf der zwanzigjährigen Aufbewahrungsfrist vernichtet worden waren. Selbstverletzungen und Selbsttötungen sind in den Zahlen nicht mit berücksichtigt.
Die Tabelle enthält nur die durch die Polizeistatistik, die Tagespresse und andere Massenmedien bekanntgewordenen Fälle. Die tatsächliche Zahl der Todesschüsse liegt dem Spiegel und der CILIP zufolge höher.

## Sonstiger Waffengebrauch
Neben der dienstlich zugelassenen Pistole lassen die Polizeigesetze der meisten Bundesländer auch den Schlagstock sowie die Maschinenpistole als dienstliche Waffe zu. In mehreren Bundesländern werden außerdem seit Anfang der 2000er Jahre Elektroschockpistolen erprobt oder eingesetzt.
Der Einsatz von Pfefferspray, Hunden, Pferden oder Wasserwerfern stellt zumeist keinen Waffengebrauch dar, sondern die Nutzung eines „Hilfsmittels der körperlichen Gewalt“. Diese Hilfsmittel unterliegen weit weniger strengen Anwendungsvoraussetzungen. Genauere Informationen zu den zugelassenen Einsatzmitteln, deren Anwendungsvoraussetzung und Einstufung finden sich in den jeweiligen Polizeigesetzen der Länder.